# Libri sacri dell'Islam
I libri sacri dell'Islam sono tutte quelle sacre scritture che sono considerate sacre nella religione dell'Islam in quanto rivelati da Dio (o Allah) ai suoi profeti e messaggeri.
Il principale libro sacro dell'Islam è il Corano (insieme all'Ḥadīth), ma esso menziona a sua volta diversi altri testi come sacri.

## Descrizione

### Il Corano come completamento e conferma delle sacre scritture
Il Corano menziona come libri sacri anzitutto quelli delle altre religioni abramitiche precedenti (la Torah, i Salmi e i vangeli), facendo poi sporadicamente menzione di altre "pergamene" (a volte tradotte invece come "libri") di altri profeti abramitici, di cui alcune sono andate perdute e se ne conosce solo indirettamente e sommariamente il contenuto.
Credere nei testi sacri dell'Islam è il terzo dei sei articoli della fede islamica. I teologi islamici hanno spiegato che i musulmani dovrebbero assumere un atteggiamento neutrale nei confronti di tutte quelle affermazioni, contenute nelle varie sacre scritture, che non siano in aperto e totale contrasto con quanto definito nel Corano. Solo il Corano è reputato dai musulmani come ancora immutato e autentico dai tempi di Maometto, laddove gli altri testi sacri sarebbero stati contaminati e corrotti dal mutamento dei tempi e della società (concetto chiamato Tahrif). È opinione comune tra i musulmani che esista un unico grande Libro generale (chiamato "La madre dei Libri"), da cui discendono tutti i libri sacri. Solo una parte del contenuto del grande Libro generale è stata rivelata all'umanità. Nel Corano è spesso presente l'espressione "Gente del Libro" per riferirsi a tutti i credenti di religioni che adottano alcuni di questi libri sacri.
Il Corano non esclude che possano esservi stati anche altri libri sacri rivelati ad altri profeti.

### Lista dei libri sacri
Questa è la lista dei libri (o kutub, come menzionati nel Corano) sacri:
| Nome                                          | Testo equivalente nel cristianesimo/ebraismo | Profeta           | Lingua   | Luogo              | Anno di inizio della rivelazione | Durata della rivelazione | Autenticità (*) |
| --------------------------------------------- | -------------------------------------------- | ----------------- | -------- | ------------------ | -------------------------------- | ------------------------ | --------------- |
| 10 pergamene/libri di Adamo ?                 |                                              | Adamo             | Siriaco  |                    |                                  |                          | No              |
| 50 pergamene/libri di Set ?                   |                                              | Set               |          |                    |                                  |                          | No              |
| 30 pergamene/libri di Idris ?                 | Libri di Enoch (?)                           | Idrīs / Enoch     |          |                    |                                  |                          | No              |
| 10 pergamene/libri di Abramo (Ṣuḥuf ʾIbrāhīm) | Sefer Yetzirah / Testamento di Abramo        | Abramo            |          |                    |                                  |                          | No              |
| Tawrat / Suhuf Musa                           | Tōrāh                                        | Mosè              | Ebraico  | Penisola del Sinai | VI - V secolo A.C.               | 40 giorni                | No              |
| Zabur                                         | Salmi                                        | Re David          |          | Palestina          | IX - V secolo A.C.               |                          | No              |
| Libro di Giovanni il Battista ?               |                                              | Giovanni Battista |          | Palestina          | I secolo D.C.                    |                          | No              |
| Injil                                         | Vangeli                                      | Īsā / Gesù        | Aramaico | Palestina          | 27/29 D.C.                       | 1 anno / 3 anni (?)      | No              |
| Corano                                        | No                                           | Maometto          | Arabo    | La Mecca e Medina  | 609 D.C.                         | 23 anni                  | Sì              |

(*): L'autenticità si riferisce alla visione islamica di tali libri